# معزبة بن عسيل

تعديل مصدري - تعديل

معزبة بن عسيل هي إحدى قرى عزلة القارة بمديرية رصد التابعة لمحافظة أبين، بلغ تعداد سكانها 47 نسمة حسب تعداد اليمن لعام 2004.